# Spirit of the Past
Spirit of the past è un album in studio del pianista e compositore italiano Arturo Stalteri, pubblicato nel 2021 dall'etichetta discografica Felmay

## Descrizione
L'album è un vero e proprio diario di viaggio che ripercorre la carriera di Stàlteri dal progressive, alla classica, fino alla contemporaneità. 
Contiene 15 tracce. Al progetto hanno partecipato Roberto Cacciapaglia, Carmine Capasso, Grazia Di Michele, Fabio Liberatori, Federica Torbidoni e Antonello Venditti.
Nel disco, oltre a suoi pezzi del passato (completamente reinterpretati) e a un nuovo brano, si trovano composizioni di Roberto Cacciapaglia, Cat Stevens, Gaio Chiocchio, Fryderyk Chopin, Grazia e Joanna Di Michele, Rino Gaetano, Philip Glass, Max Richter, Rolling Stones, Antonello Venditti

## Tracce
Musiche di Arturo Stàlteri; edizioni musicali Felmay.
1. Lady Ligeia (feat. Carmine Capasso) – 3:27 (musica: G. Chiocchio)
2. The grey havens' lullaby – 3:50 (musica: Arturo Stàlteri)
3. Moonshadow – 3:49 (musica: Cat Stevens)
4. On the nature of the daylight (feat. Federica Torbidoni) – 5:58 (musica: M. Richter)
5. Viaggiando tra i riflessi – 4:07 (musica: Arturo Stàlteri)
6. Figli del domani (feat. Antonello Venditti) – 6:58 (A. Venditti)
7. Étoile polaire – 2:44 (musica: P. Glass)
8. Notturno in Do Minore (feat. Fabio Liberatori) – 3:13 (musica: Arturo Stàlteri)
9. Ruby tuesday (to D.) – 4:02 (musica: Keith Richards)
10. Sonanze 3d Movement (feat. Roberto Cacciapaglia) – 4:58 (musica: R. Cacciapaglia)
11. Passione d'amore – 4:56 (musica: Arturo Stàlteri)
12. Canzone per Daria (feat. Grazia Di Michele) – 3:43 (G. e J. Di Michele)
13. Étude in A Flat Major Op. 25 No. I – 3:08 (musica: F. Chopin)
14. The quiet road to the sea (feat. Federica Torbidoni) – 4:46 (musica: Arturo Stàlteri)
15. Ma il cielo è sempre più blu – 3:37 (musica: R. Gaetano)

Durata totale: 63:16